# Parque del Pla de Fornells
El parque del Pla de Fornells se encuentra en el Distrito de Nou Barris de Barcelona. Fue creado en 1991 con un diseño de Pere Llimona Torras y Xavier Ruiz Vallés.

## Descripción
El parque se encuentra en una ladera de la sierra de Collserola. En la parte inferior se encuentra una plazoleta pavimentada, que antiguamente tenía un estanque de forma hexagonal con una isleta con plantas acuáticas en el centro, que fue posteriormente cubierto. En su parte superior, el parque tiene unas explanadas de sablón que se usan como pistas deportivas, así como un anfiteatro, mientras que buena parte del parque está formada por una gran masa forestal de vegetación. En su terreno se encuentra el colegio CEIP Antaviana y el Ateneo Popular Nou Barris, así como una escuela de teatro y otra de circo.

## Vegetación
Entre las especies presentes en el parque se hallan: la encina (Quercus ilex), el pino carrasco (Pinus halepensis), el pino piñonero (Pinus pinea), el platanero (Platanus x hispanica), el pimentero falso (Schinus molle), la tipuana (Tipuana tipu), el eucalipto (Eucalyptus globulus), el ciprés (Cupressus sempervirens), la acacia (Robinia pseudoacacia) y la sófora (Sofora japonica).